# Тимофеев, Николай Дмитриевич (актёр)
Николай Дмитриевич Тимофе́ев (1921—1999) — советский актёр театра и кино. Народный артист РСФСР (1969). Лауреат Сталинской премии третьей степени (1952).

## Биография
Родился 26 декабря 1921 года в Баку.
В 1939—1946 годах служил в РККА, участник Великой Отечественной войны. Член ВКП(б) с 1948 года.
В 1950 году окончил Щукинское театральное училище.
Работал в МАДТ имени Е. Б. Вахтангова.
Первая большая роль в кино — Иван Петрович Афанасьев в фильме «В мирные дни» (1950).
Скончался в в Москве 25 сентября 1999 года на 78-м году жизни. Похоронен на Ваганьковском кладбище в Москве (уч. 29), позже рядом была похоронена его жена.

### Семья
- отец — Дмитрий Андреевич Тимофеев (1892-??), бухгалтер.
- мать — Елена Александровна Тимофеева (1894—1956), домашняя хозяйка.
- жена — актриса Елена Давыдовна Измайлова (1920—2005). С 1952 года.
- дочь — Екатерина (род. 1956).

## Признание и награды
- Сталинская премия третьей степени (1952) — за исполнение роли Афанасьева в фильме «В мирные дни» (1950)
- Заслуженный артист РСФСР (7 марта 1962)
- Народный артист РСФСР (1969)
- Орден Октябрьской Революции (1976)
- Орден «Знак Почёта» (25 декабря 1971)

## Творчество

### Фильмография
- 1950 — В мирные дни — Иван Петрович Афанасьев
- 1950 — Секретная миссия — Американский лётчик
- 1951 — Тарас Шевченко — Добролюбов
- 1952 — Возвращение Василия Бортникова — Степан Никитич Мохов
- 1952 — Композитор Глинка
- 1953 — Великий воин Албании Скандербег — Итальянский поэт
- 1953 — «Егор Булычев и другие» (телеспектакль) — Прокопий по кличке Пропотей, блаженный
- 1953 — Серебристая пыль — Аллан О’Коннел
- 1954 — Испытание верности — Алексей Бобров
- 1955 — Судьба барабанщика — Грачковский
- 1956 — Главный проспект — Виктор Береговой
- 1957 — Крутые ступени — Соколенко
- 1957 — На острове Дальнем… — Рудаков, директор комбината
- 1957 — Степан Кольчугин — Звонков
- 1957 — Четверо — Басманов Николай Степанович
- 1958 — Андрейка — Решетин
- 1958 — В дни Октября — купец
- 1959 — Жажда — Никитин
- 1959 — Колыбельная — Лосев
- 1960 — Люди моей долины — Стийвода
- 1961 — Мир входящему — командир батальона, майор
- 1961 — Музыка Верди — Никитин
- 1961 — Ночь без милосердия — Клейтон, капитан ВВС США
- 1962 — Дикая собака динго — отец Тани, полковник
- 1963 — Мечте навстречу — Крылов, академик
- 1964 — Возвращение Вероники — Саенко
- 1964 — Царская невеста — Собакин
- 1966 — Зимнее утро — Алексей Петрович Воронов, капитан
- 1966 — Последний месяц осени — Андрей, старший сын
- 1967 — Места тут тихие — Кабаров, лётчик, майор
- 1967 — Прямая линия — Григорий Борисович
- 1968 — Ташкент — город хлебный — Дунаев
- 1969 — Адъютант его превосходительства — Фролов
- 1969 — Посол Советского Союза — Георгий Александрович Климов, сотрудник советского посольства
- 1969 — Развязка — Григорий Павлович Васильченко, капитан милиции, начальник отделения милиции
- 1970 — Крутой горизонт — Пётр Матвеевич
- 1970 — Угол падения
- 1973 — Старая крепость — директор завода Иван Фёдорович
- 1973 — Назначение — Помелов
- 1974 — Выбор цели
- 1974 — Юркины рассветы — Николай Карпович Хмель
- 1975 — «Конармия» (телеспектакль) — полковник Тузенкович
- 1976 — Время — московское — Василий Андреевич Плющ, председатель колхоза
- 1976 — Мартин Иден — мистер Морз
- 1978 — Расмус-бродяга — Нильсон
- 1979 — И придёт день... — Куркулёв
- 1979 — Агент секретной службы — Андрей Ротарь
- 1980 — Назначение
- 1980 — Через тернии к звёздам — учёный
- 1982 — Василий Буслаев
- 1983 — Пробуждение — Алексей Воропаев
- 1984 — Особое подразделение — Бородин
- 1986 — Охота на дракона